# 구글 챗
구글 챗(Google Chat)은 구글에서 개발한 커뮤니케이션 서비스이다. 처음에는 팀과 비즈니스 환경을 위해 설계되었으나 이후 일반 소비자도 사용할 수 있게 되었다. 사용자가 채팅 외에도 중앙에서 작업을 생성 및 할당하고 파일을 공유할 수 있는 다이렉트 메시지, 그룹 대화 및 스페이스를 제공한다. 자체 웹사이트 및 앱을 통해 또는 Gmail 웹사이트 및 앱을 통해 액세스할 수 있다.
구글 행아웃을 대체하는 두 가지 앱 중 하나로 2017년 3월 9일에 처음 출시되었으며, 다른 하나는 구글 미트이다. 2020년 4월 9일에 구글 챗으로 이름이 변경되었다. 처음에는 구글 워크스페이스 고객에게만 제공되었지만 2021년 2월부터 구글은 2021년 4월에 완전히 제공될 때까지 일반 소비자 계정에 '사전 액세스'로 구글 챗을 출시하기 시작했다. 구글에서는 2022년 11월 1일에 기존 행아웃을 지원 중단하고 챗으로 대체했다.

## 같이 보기
- 구글 토크
- 구글 알로

## 추가 문헌
- Amadeo, Ron (2021년 7월 7일). “Google Chat review: Terrible as a Slack clone, good as a consumer chat app”. 《Ars Technica》 (미국 영어). 2021년 7월 14일에 확인함.